# Bayerisch Gmain
Bayerisch Gmain – miejscowość i gmina w Niemczech, w kraju związkowym Bawaria, w rejencji Górna Bawaria, w regionie Südostoberbayern, w powiecie Berchtesgadener Land. Leży około 3 km na wschód od Bad Reichenhall, przy granicy z Austrią, przy drodze B20 i linii kolejowej Salzburg - Berchtesgaden.

## Demografia
Dane o ludności z 31 grudnia 2008:
| Opis                                | Ogółem | Ogółem | Kobiety | Kobiety | Mężczyźni | Mężczyźni |
| ----------------------------------- | ------ | ------ | ------- | ------- | --------- | --------- |
| Jednostka                           | osób   | %      | osób    | %       | osób      | %         |
| Populacja                           | 2976   | 100    | 1540    | 51,75   | 1436      | 48,25     |
| Wiek przedprodukcyjny (0–17 lat)    | 350    | 11,76  | 190     | 6,38    | 160       | 5,38      |
| Wiek produkcyjny (18–65 lat)        | 1842   | 61,9   | 913     | 30,68   | 929       | 31,22     |
| Wiek poprodukcyjny (powyżej 65 lat) | 784    | 26,34  | 437     | 14,68   | 347       | 11,66     |

## Polityka
Wójtem gminy jest Hans Hawlitschek z CSU, rada gminy składa się z 14 osób.
|      | CSU | SPD | FWG | Zieloni | FDP | Razem |
| 2008 | 8   | 1   | 3   | 2       | 14  |       |
| 2002 | 8   | 2   | 3   | 1       | 14  |       |

## Zobacz też

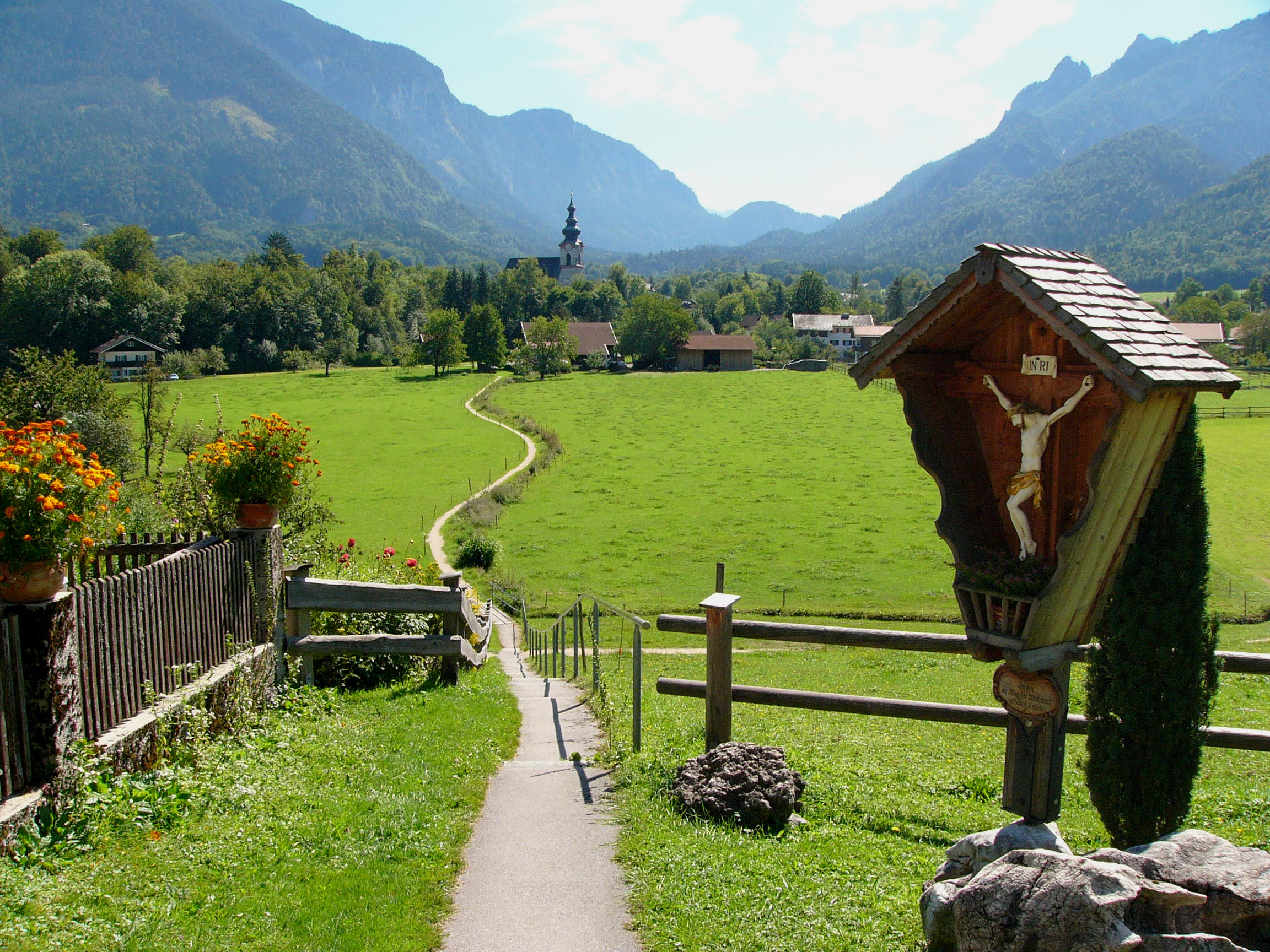
Widok na Großgmain (Austria)